# Seconde bataille de Polotsk
Pour les articles homonymes, voir Bataille de Polotsk.
Sixième Coalition
Batailles
Campagne de Russie (1812)
- Liste des batailles
- Mir
- Moguilev
- Ostrovno
- Vitebsk
- Kliastitsy
- Smolensk
- 1re Polotsk
- Valoutina Gora
- Moskova
- Moscou
- Winkowo
- 2e Polotsk
- Maloïaroslavets
- Gorodnia
- Czaśniki
- Viazma
- Smoliani
- Krasnoï
- Bérézina

Campagne d'Allemagne (1813)
- Dantzig
- Lunebourg
- Möckern
- Lützen
- Bautzen
- Reichenbach
- Haynau
- Luckau
- Hoyerswerda
- Lauenbourg
- Goldberg
- Gross Beeren
- Katzbach
- Dresde
- Kulm
- Dennewitz
- Peterswalde
- Liebertwolkwitz
- Leipzig
- Hanau
- Sehested
- Torgau
- Hambourg

Campagne de France (1814)
- Sainte-Croix-en-Plaine
- Besançon
- Mayence
- Metz
- Saint-Avold
- 1re Saint-Dizier
- Brienne
- La Rothière
- Campagne des Six-Jours (Champaubert
- Montmirail
- Château-Thierry
- Vauchamps)
- Mormant
- Montereau
- Bar-sur-Aube
- Saint-Julien
- Laubressel
- Berry-au-Bac
- Craonne
- Coutures
- Laon
- Soissons
- Mâcon
- Reims
- Saint-Georges-de-Reneins
- Limonest
- Arcis-sur-Aube
- Fère-Champenoise
- 2e Saint-Dizier
- Meaux
- Claye
- Villeparisis
- Paris

- Feistritz
- Caldiero (en)
- Trieste
- Mincio

- Hoogstraten (de)
- Anvers
- Berg-op-Zoom
- Courtrai

Lors de la deuxième bataille de Polotsk qui eut lieu du 18 au 20 octobre 1812, les Russes commandés par le général Pierre Wittgenstein ont attaqué et défait l'armée franco-bavaroise commandée par le maréchal Laurent Gouvion-Saint-Cyr.

## Contexte
Dans son avance sur Moscou, Napoléon laisse un contingent de troupes françaises et bavaroises à Polotsk pour préserver son flanc nord contre Wittgenstein. Située à 320 kilomètres à l'est de la frontière polonaise, et à 240 kilomètres de Smolensk, l'armée franco-bavaroise occupe une position stratégique, dont le commandement est confié au maréchal Gouvion-Saint-Cyr.
Napoléon espère empêcher Wittgenstein de marcher au sud pour encercler la Grande Armée, la coupant de ses communications et de son ravitaillement pendant qu'elle s'attaquerait au gros de l'armée russe près de Moscou.
La position française de Polotsk est également importante parce qu'elle protège Vitebsk, l'un de trois centres que Napoléon a établis dans la partie occidentale de l'Empire russe (Biélorussie actuelle), afin d'assurer l'approvisionnement en nourriture et combustible à la Grande Armée, au cas où la campagne se prolongerait trop longtemps en hiver.
Une première bataille de Polotsk, avait eu lieu en août, consistant en un encerclement de l'armée de Wittgenstein. Si la victoire française avait été peu convaincante, elle avait au moins permis aux Français de bloquer les Russes, et d'accomplir ainsi l'objectif qui était de tenir la « ligne de Dwina ». À ce titre, cette petite victoire pouvait donc être considérée comme un vrai succès par Napoléon.
À la mi-octobre, cependant, l'équilibre stratégique des forces à Polotsk a nettement basculé. Les forces de Wittgenstein ont été massivement renforcées et sont maintenant numériquement supérieures aux forces françaises. Le général russe dispose à ce moment, de 31 000 soldats réguliers et de 9 000 miliciens à Polotsk même, auxquels il convient d'ajouter une deuxième force de 9 000 soldats commandés par le général Steingal, opérant à l'arrière et autour de la ville. Soit au total, près de 50 000 hommes. Contre eux, Gouvion Saint-Cyr ne dispose tout au plus que de 23 à 27 000 hommes.

## La bataille
Le 18 octobre, Wittgenstein lance l'offensive contre la « ligne de Dwina ».
Le premier jour du combat, les Russes lancent sept assauts frontaux consécutifs contre les positions françaises, tandis que Steingal commence à avancer sur l'arrière des Français. Le combat à Polotsk est terrible et sanglant. Les Français perdent près de 8 000 hommes, contre 8 000 à 12 000 pour les Russes. À la fin de la journée, chacune des sept attaques a été repoussée.
Saint-Cyr clame la victoire, mais l'affaire n'est pas terminée. Projetant de relancer une attaque une fois les forces de Steingal arrivées, Wittgenstein maintient un bombardement d'artillerie intensif. Une grande partie de la ville est dévorée par les flammes.
Le 19 octobre, Steingal avance à moins de 6 kilomètres de Polotsk. Saint-Cyr réalise qu'il est menacé d'encerclement. Sachant la position insoutenable, les Français commencent à évacuer la ville pendant la nuit. Un féroce combat de porte à porte s'engage quand les Russes lancent l'attaque finale.
Ayant décidé de faire retraite vers le sud, Saint-Cyr commande au contingent bavarois de repousser Steingal. La charge bavaroise a lieu tôt le jour suivant, si impressionnante que Steingal recule sous de lourdes pertes. Les Français sont sauvés de l'encerclement, mais la position de Polotsk est perdue.

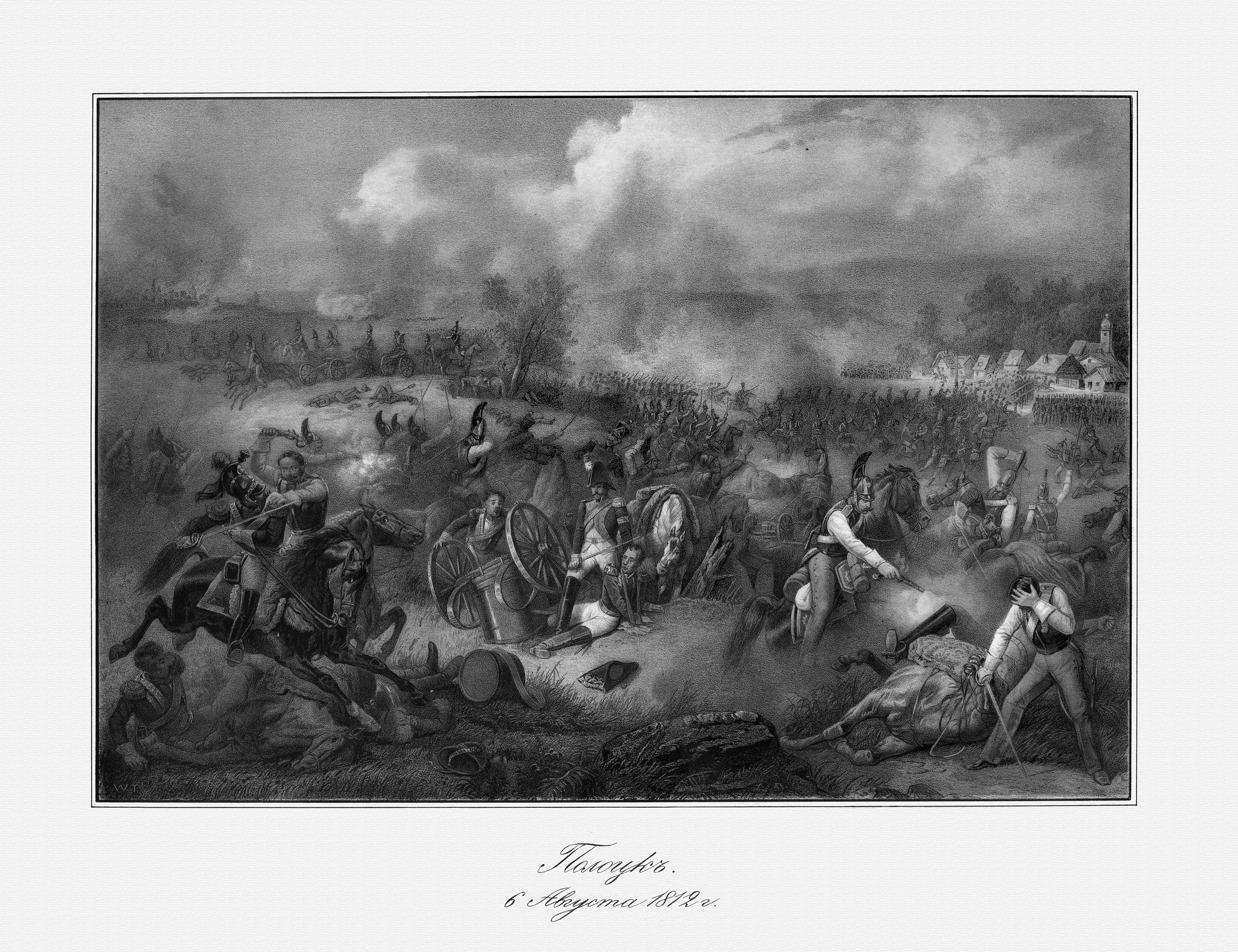
Lithographie russe représentant l'engagement des Chevaliers-Gardes lors de la bataille de Polotsk (la date est celle du calendrier Julien)

## Conséquences
Au lendemain de ce succès, les Russes prennent Polotsk mettant ainsi un coup de frein aux opérations de Napoléon en Biélorussie. La victoire de Wittgenstein est une étape vers la bataille de la Bérézina en novembre, où trois armées russes venant de différentes directions, convergent sur la Grande Armée.